# 融合菜
融合菜（英語：Fusion cuisine）也称无国界料理，是一类融合了不同国家、地区、文化下多种烹调方式的菜肴。融合菜一般是文化交流的自然产物，并且可以成为原生菜系的分支。而20世纪70年代之后的烹饪技术创新运动也是当代融合菜的重要来源。

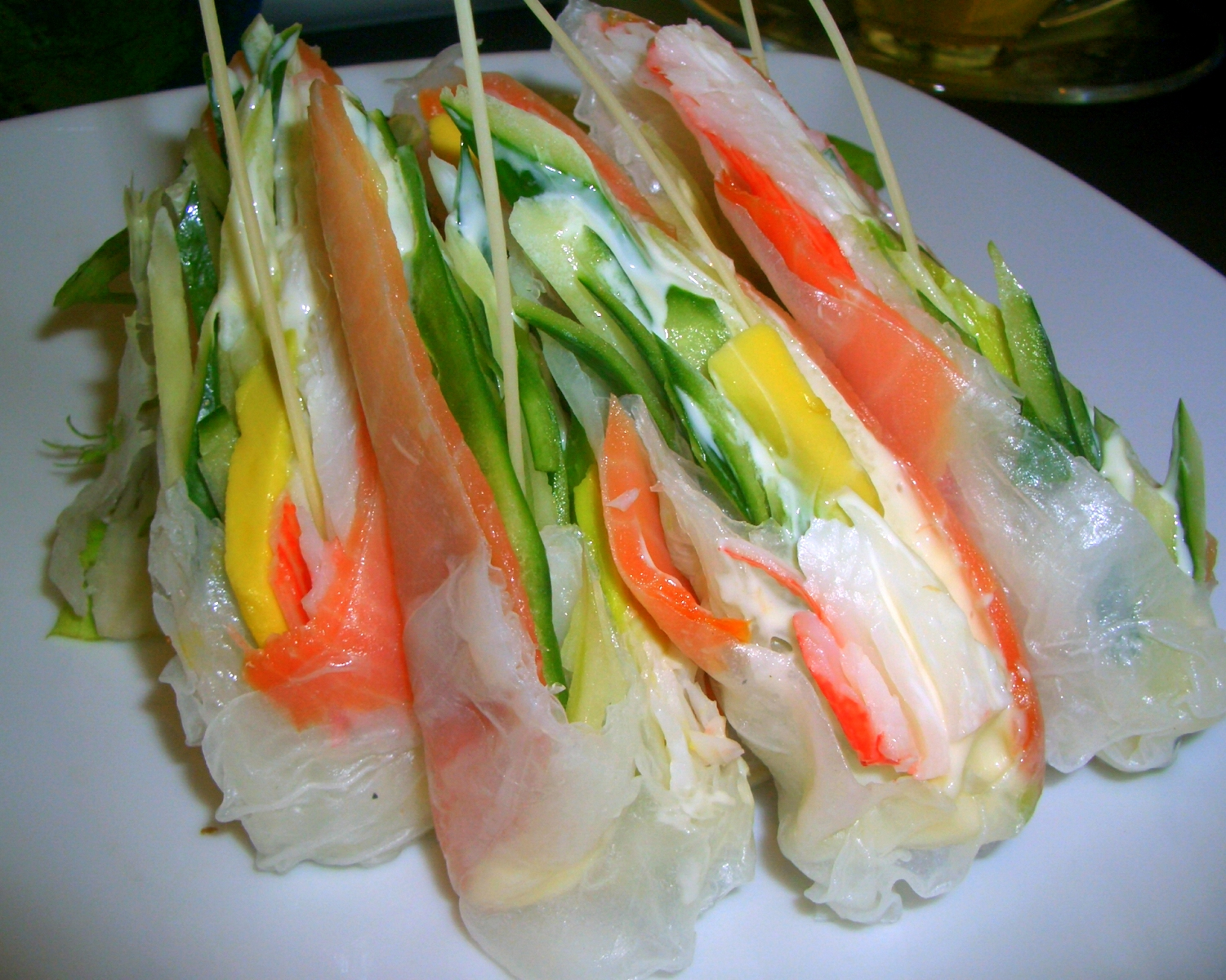
用米紙包裹燻鮭魚、酪梨、黄瓜和蟹肉棒做成的融合菜

Fusion cuisine一词于2002年收录于牛津英語詞典，其释义为“一种烹饪风格，融合了来自不同国家、地区或民族的烹饪原料和方法；以这种风格烹调的食物。”

## 分类
融合菜由来自不同文化的多种烹调技巧创制而成，虽然这种创新普遍来自厨师的构思和实践，但融合菜可以自然地在多民族聚居的区域中稳定产生。这种融合的定义可以是很宽泛的，比如东亚料理和欧洲料理的融合，也可以具体到较小的区域，比如京菜是魯菜、市肆菜、譚家菜、清真菜和宮廷菜的融合。
在英国和美国广受欢迎的亚洲融合菜是一系列西化的东亚料理、东南亚料理和南亚料理的综合
。例如，加州菜（英語：California cuisine）注重季节性并强调本地食材的重要性和可持续性，融合了法餐、中餐、日本料理、墨西哥菜等不同文化背景下的食材和烹饪技术，独具一格。  
源自英国的炸魚薯條本质上也是一种融合菜，因为它是犹太人的发明，而且收到法餐和比利时菜的影响 。菲律宾由于其独特的殖民历史，其菜肴也被誉为“原始亚洲融合美食”，本土烹饪传统和食材与来自西班牙、墨西哥、中国和美国等文化背景迥异美食自发结合。

## 特点

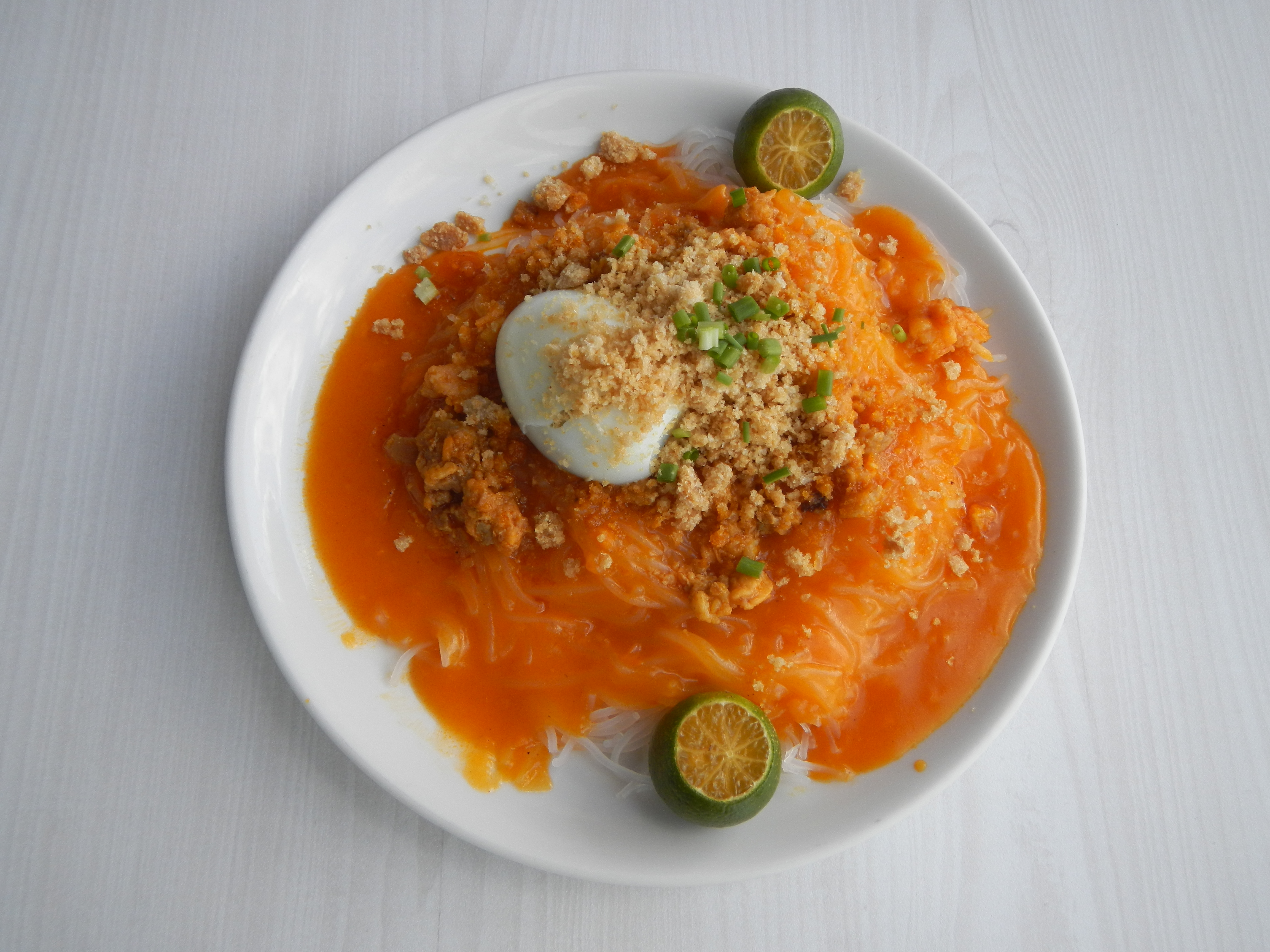
菲律宾传统菜肴之一：虾仁猪肉酱米粉（pancit palabok），用源自中餐的米粉和豆腐与菲律宾传统的熏鱼片（tinapa）结合，虾酱用源自拉美地区的胭脂树红（annatto）染色，饰以西班牙炸五花肉（chicharrón，chicharon），佐以原产东南亚的四季橘（kalamansi）。

融合菜一般要使用两种或更多文化背景下的食材和烹调方式。例如塔可披萨（英語：taco pizza），参考了意大利披萨的形态，但主要用制作墨西哥夹饼的食材进行烹调 。
加州卷（California roll）是日本寿司在西方的变种，以米飯鋪在紫菜上，再反轉以紫菜的一面向內包裹著食材。其食材也更加多样且具有地方特色，比如使用印度香米、酪梨、大西洋鲑等等。

## 历史
融合菜作为一种文化交流的形式历史悠久，但是融合菜本身的概念直至20世纪后才有较为准确的定义。16世纪以来，殖民主义活动和全球贸易日渐频繁，促进了融合菜的发展，例如源自法属印度支那的越式法國麵包，大英帝国殖民统治下出现的牙买加肉饼（英語：Jamaican patty）等等。
20世纪70年代，法式料理評論戈和米約借鉴了日本的烹饪技术，创造出“新潮烹調”（法語：Nouvelle cuisine）这一概念。
沃尔夫冈·帕克（Wolfgang Puck）被认为是现当代融合菜的先驱之一。然而，他的餐厅Chinois on Main是以 Richard Wing 的名字命名的，他于20世纪60年代在加利福尼亚州汉福德的前Imperial Dynasty餐厅结合了法餐和中餐。
1988年，大厨诺曼·范·阿肯 (Norman Van Aken)在圣达菲 (Santa Fe) 的一次研讨会上发表演讲，是第一个使用“融合菜”一词的人。很快，记者雷吉娜·施兰布林 (Regina Schrambling) 撰写了有关范·阿肯 (Van Aken) 的作品的文章，这个词传遍了全球。范·阿肯以讨论融合菜的历史结束了他的演讲，例如在意大利美食中使用咖啡。他将此与用于不同甜点的咖啡联系起来，例如带有巧克力慕斯的卡拉布里亚乳清干酪（英語：Calabrian ricotta）。